# روجر ميلز
روجر ميلز (بالإنجليزية: Roger Mills) هو منافس ألعاب قوى بريطاني، ولد في 11 فبراير 1948 في رومفورد في المملكة المتحدة.

## وصلات خارجية
- روجر ميلز على موقع الاتحاد الدولي لألعاب القوى (الإنجليزية)
- روجر ميلز على موقع أوليمبيديا (الإنجليزية)
- روجر ميلز على موقع اللجنة الأولمبية البريطانية (الإنجليزية)